# Iphiaulax fusconigratus
Iphiaulax fusconigratus är en stekelart som beskrevs av Josef Fahringer 1935. Iphiaulax fusconigratus ingår i släktet Iphiaulax och familjen bracksteklar. Inga underarter finns listade i Catalogue of Life.